# 北京湖南会馆
北京湖南会馆，是湖南省同乡在北京的会馆，位于西城区牛街街道烂缦胡同101、103号。
北京湖南会馆创建于清雍正湖南分省之后。光绪十三年（1887年）八月，在京湘籍官员在菜市口南的烂漫胡同内购房设立“湖南会馆”，在湘乡会馆以南南行数十步，作为来京应试的湖南籍举子进京赶考安歇之处，以及京官的住处，共36间，内设戏台、文昌阁楼等。门外一对石狮。南房壁上嵌有光绪十年（1884年）长沙徐树均摹刻的苏东坡书《明州阿育王广利寺宸奎阁碑》。
民国期间，北京湖南会馆仍为湖南同乡赴京求学或谋生的旅居之所。1919年12月，湖南驱逐军阀张敬尧代表团来到北京，毛泽东等人在湖南会馆召开湖南各界驱张大会，发表《驱张宣言》，向北洋政府请愿，要求撤惩张敬尧。
会馆的主体建筑戏楼、文昌阁已拆除，东厅署、望衡堂、西厅及中庭等其余建筑保护完好。
1984年，湖南会馆公布为北京市文物保护单位，编号3-61。